# Federação de Futebol das Filipinas
A Federação de Futebol das Filipinas (em inglês:  Philippine Football Federation, PFF) é o órgão dirigente do futebol das Filipinas, responsável pela organização dos campeonatos disputados no país, bem como os jogos da seleção nacional nas diferentes categorias. Foi fundada em 1907 e é filiada à Federação Internacional de Futebol (FIFA) desde 1930 e à Confederação Asiática de Futebol (AFC) desde 1954. A sede fica localizada na cidade de Pasig, e Mariano Araneta é o atual presidente da entidade.